# 과라니브루시
과라니브루시(Brucepattersonius guarani)는 비단털쥐과에 속하는 남아메리카 설치류의 일종이다. 아르헨티나 북동부 미시오네스 주 대서양림 남단에서 발견된 단 한 점의 표본만이 알려져 있다. 모코나 지역 공원의 보호를 받고 있지만, 인근 지역의 숲 파괴 때문에 위협을 받고 있다.